# آگوستین مولت
آگوستین مولت (انگلیسی: Agustín Mulet؛ زادهٔ ۲۲ فوریهٔ ۲۰۰۰) بازیکن فوتبال است.